# CD Numancia
Club Deportivo Numancia de Soria ist ein Sportverein aus der spanischen Stadt Soria. Der Verein wurde am 9. April 1945 gegründet. Die Fußball-Mannschaft spielt in der Segunda División. Die Volleyballer spielen in der ersten spanischen Liga.
Der Name Numancia stammt von der archäologischen Grabungsstätte Numantia bzw. von ihren keltiberischen Einwohnern, die im Spanischen Krieg (154–133 v. Chr.) gegen die Römer lange Widerstand leisteten.

## Fußball
Die Mannschaft von CD Numancia spielt zu Hause in roten Trikots mit blauen Hosen. Das Heimstadion ist das Nuevo Estadio Los Pajaritos mit Sitzplätzen für 9.025 Zuschauer.
Seinen größten Erfolg hatte Numancia 1995/96 in der Copa del Rey, als der Verein drei Erstliga-Vereine (Real Sociedad, Racing Santander und Sporting Gijón) aus dem Wettbewerb beförderte. Erst im Viertelfinale gegen FC Barcelona schied die Mannschaft aus.
Der Verein spielte von der Saison 1989/90 bis zur Saison 1996/97 in der dritten Liga, der Segunda B. In den Spielzeiten 1949/50, 1950/51, 1997/98, 1998/99, 2001/02–2003/04, 2005/06 und seit 2009/10 in der Segunda A. In den vier Spielzeiten 1999/00, 2000/01, 2004/05 und 2008/09 spielte die erste Mannschaft von Numancia in der Primera División.

## Spieler
- Laurențiu Roșu (2000–2004)
- Carlos Cuéllar (2001–2003)
- Daniel Kome (2001–2004)
- Unai Expósito (2002–2003, 2011–2013)
- Luis García Conde (2002–2004)
- Miguel Pérez (2002–2005)
- Lee Chun-soo (2004–2005)
- Stéphane Pignol (2004–2005)
- Raúl Bravo (2009)

## Trainer
- Miguel Ángel Lotina (1993–1996, 1998–1999)

## Volleyball
| Volleyball-Abteilung | Volleyball-Abteilung                                                        | Volleyball-Abteilung                                                        |
| -------------------- | --------------------------------------------------------------------------- | --------------------------------------------------------------------------- |
| Spielklasse          | 1. Liga Spanien                                                             | 1. Liga Spanien                                                             |
| Spielstätte          | Polideportivo de Los Pajaritos                                              | Polideportivo de Los Pajaritos                                              |
| Chef-Trainer         | Alvaro Martin                                                               | Alvaro Martin                                                               |
| Vereinserfolge       | Spanischer Meister 1995, 1996, 1999 Spanischer Pokalsieger 1994, 2001, 2008 | Spanischer Meister 1995, 1996, 1999 Spanischer Pokalsieger 1994, 2001, 2008 |
| Saison 2012/13       | 3. Platz                                                                    | 3. Platz                                                                    |

Die Volleyballabteilung Numancia Voley, die seit der Saison 2007/08 unter dem Namen Numancia Ciudad del Medio Ambiente de Soria antritt, bildet die sportlich erfolgreichste Sektion der Sport-Aktiengesellschaft. Sie wurde 1978 gegründet. Die erste Männermannschaft stieg in der Saison 1987/88 erstmals in die erste spanische Liga auf. 1994, 2001 und 2008 gewann sie den spanischen Volleyballpokal und 1995, 1996 und 1999 die spanische Meisterschaft. 1995 erreichte die Mannschaft das Finale des Europapokals der Pokalsieger, wo sie Daytona Modena aus Italien unterlag. 1996 belegte sie den fünften Platz in der Champions League, an der man auch in der Saison 2006/07 teilnahm, aber in der ersten Runde ausschied. 2005/06 und 2007/08 war Numancia Teilnehmer am neuen CEV-Pokal, wobei das Erreichen des Viertelfinals 2005/06 den größten Erfolg darstellte.
Im Mai 2007 stand die Volleyballabteilung aufgrund finanzieller Schwierigkeiten kurz vor der Auflösung, konnte jedoch durch einen neuen Sponsorenvertrag aufrechterhalten bleiben.